# Молдинское сельское поселение
Мо́лдинское се́льское поселе́ние — упразднённое муниципальное образование в составе Удомельского района Тверской области России.
В состав поселения входило 20 населённых пунктов. Административный центр — село Молдино.
Образовано в 2005 году, включило в себя территорию Молдинского сельского округа.
Законом Тверской области от 7 декабря 2015 года № 117-ЗО, 18 декабря 2015 года все муниципальные образования Удомельского района — городское поселение — город Удомля, Брусовское, Еремковское, Зареченское, Копачёвское, Котлованское, Куровское, Молдинское, Мстинское, Порожкинское, Рядское и Удомельское сельские поселения — были преобразованы в Удомельский городской округ.

## География
- Общая площадь: 178,6 км²
- Нахождение: юго-восточная часть Удомельского района.
  - Граничит:
    - на севере — с Удомельским СП, Еремковским СП и Брусовским СП
    - на востоке — с Максатихинским районом, Каменское СП
    - на юге — с Вышневолоцким районом, Овсищенское СП
    - на западе — с Таракинским СП

Главная река — Волчина. Два крупных озера — Молдино и Сгоща (на границе с Максатихинским районом).

Поселение пересекает автодорога «Вышний Волочёк — Бежецк — Сонково»

## Экономика
Основные хозяйства: СПК «Молдино» и СПК им. Калинина.

## Население
На 01.01.2008 — 1088 человек.

## Населенные пункты
В состав поселения входили следующие населённые пункты:
| №  | Тип нп | Название      | Население (2008 год) |
| -- | ------ | ------------- | -------------------- |
| 1  | село   | Молдино       | 458                  |
| 2  | дер.   | Воронцово     | 9                    |
| 3  | дер.   | Заручье       | 8                    |
| 4  | дер.   | Ильино        | 11                   |
| 5  | дер.   | Климатино     | 28                   |
| 6  | дер.   | Красная Горка | 4                    |
| 7  | дер.   | Кузнечики     | 2                    |
| 8  | хутор  | Леганок       | 0                    |
| 9  | дер.   | Лугинино      | 83                   |
| 10 | дер.   | Малец         | 45                   |
| 11 | дер.   | Мануйлово     | 30                   |
| 12 | дер.   | Михайлово     | 171                  |
| 13 | дер.   | Михалево      | 16                   |
| 14 | дер.   | Поддубье      | 3                    |
| 15 | дер.   | Покровское    | 38                   |
| 16 | дер.   | Полукарпово   | 13                   |
| 17 | дер.   | Родники       | 60                   |
| 18 | дер.   | Сосновица     | 21                   |
| 19 | дер.   | Цветково      | 8                    |
| 20 | дер.   | Шептуново     | 80                   |

### Бывшие населенные пункты
В 1998 году исключены из учетных данных деревня Широково и хутор Гордово.

Ранее исчезли деревни: Захарьино, Плоское, Ульяново и другие.

## История
В XII—XVII вв. территория поселения относилась к Бежецкой пятине Новгородской земли.

С XVIII века территория поселения входила:
- в 1708—1727 гг. в Санкт-Петербургскую (Ингерманляндскую 1708—1710 гг.) губернию, Новгородскую провинцию,
- в 1727—1775 гг. в Новгородскую губернию,
- в 1775—1796 гг. в Тверское наместничество,
- в 1796—1929 гг. в Тверскую губернию, Вышневолоцкий уезд,
- в 1929—1935 гг. в Московскую область, Удомельский район,
- в 1935—1936 гг. в Калининскую область, Удомельский район,
- в 1936—1960 гг. в Калининскую область, Брусовский район,
- в 1960—1963 гг. в Калининскую область, Удомельский район,
- в 1963—1965 гг. в Калининскую область, Бологовский район,
- в 1965—1990 гг. в Калининскую область, Удомельский район,
- с 1990 в Тверскую область, Удомельский район.

В XIX — начале XX века большинство деревень поселения относились к Лугининской волости Вышневолоцкого уезда.

В 1950-е годы на территории поселения существовали Молдинский и Лугининский сельсоветы Брусовского района Калининской области.